# Janine Lélis
Janine Tatiana Santos Lélis (Ilha do Sal, 20 de janeiro de 1974) é uma advogada e política cabo-verdiana. Foi Ministra da Justiça de 22 de maio de 2016 a 20 de maio de 2021, e Ministra da Defesa Nacional desde 20 de maio de 2021.